# Картузи
Карту̀зи (на полски: Kartuzy; на кашубски: Kartuzë; на полски: Karthaus) е град в Северна Полша, Поморско войводство. Административен център е на Картузийски окръг, както и на градско-селската Картузийска община. Заема площ от 6,80 км2. Към 2011 година населението му възлиза на 14 922 жители.